# Max Hess (Hornist)
Max Hess (eigentlich Max Gustav Heß; * 1. März 1878 in Klingenthal/Sa.; † 25. Januar 1975 in Boston, Massachusetts) war ein deutscher Hornist, der in Deutschland und später in den USA wirkte. Er stammte aus einer im Musikwinkel ansässigen Familie, die seit vielen Generationen im Musikinstrumentenbau und -handel tätig war.

## Leben
Hess studierte von 1896 bis 1899 am Leipziger Konservatorium bei Friedrich Gumpert zunächst Naturhorn und wechselte dann auf das Ventilhorn.
Nach seinem Ausbildungsabschluss begann er seine Karriere als Solohornist bei den Wagner-Inszenierungen der Norddeutschen Philharmonie Rostock und in Frankfurt. Danach spielte er im Gürzenich-Orchester Köln sowie im Orchester der Liszt Gemeinschaft und lehrte am Konservatorium Köln.
1905 ging er in die USA, war bis 1913 erster Hornist des Boston Symphony Orchestra und gründete das Boston Symphonic Horn Quartet, das bis in die Zeit des Ersten Weltkriegs bestand. Von 1925 bis 1937 war er erster Hornist des Cincinnati Symphony Orchestra unter der Leitung von Fritz Reiner und lehrte am Cincinnati Conservatory.
Hess war einer der Hornisten, die zunächst nur auf dem einfachen F-Horn spielten und dann auch das F/B-Doppelhorn verwendeten. Er brachte 1913 die ersten Doppelhörner, die in Europa bereits verwendet wurden, in die USA. Er hatte einen Ruf als sehr sicherer und sorgfältiger Musiker.
In der Zeit, in der er Solohornist im Gürzenich-Orchester war, wirkte er am 18. Oktober 1904 an der vom Komponisten selbst dirigierten Uraufführung von Gustav Mahlers Fünfter Symphonie mit.